# Elementary OS
elementary OS je linuxová distribuce založená na Ubuntu. Jedná se o desktopový systém s vlastním uživatelským rozhraním nazývajícím se Pantheon, v němž jsou integrovány základní aplikace OS jako Plank (hlavní panel), Epiphany (standardní webový prohlížeč) a Code (jednoduchý textový editor).
Tato distribuce začala nejdříve jako sada témat a aplikací pro Ubuntu, což se později změnilo na svou vlastní distribuci Linuxu. Jako systém založený na Ubuntu je kompatibilní s jeho repozitáři a balíčky. Pro instalaci/odebírání softwaru používá softwarové centrum Ubuntu, avšak na vlastním softwarovém centru se pracuje. Uživatelské rozhraní má za hlavní cíl být pro nové uživatele intuitivní a jednoduché, bez použití velkého množství prostředků.

## Instalace
elementary OS je distribuováno zdarma (s případnou možností finančního podpoření vývojářského týmu) jako Live CD/USB, což uživateli umožňuje možnost vyzkoušet systém bez potřebné instalace. K instalaci je použit grafický instalační nástroj Ubiquity, který je mimo jiné i základním instalačním nástrojem pro Ubuntu.

## Verze
První stabilní verze elementary OS dostala název Jupiter, byla vydána v březnu 2011 a byla založena na Ubuntu 10.10. Od října 2012 není podporována a není k dispozici ke stažení z oficiálních stránek elementary OS.

V listopadu 2012 byla vydána první betaverze elementary OS s názvem Luna, která používala Ubuntu 12.04 LTS.
Druhá betaverze Luny byla vydána 6. května 2013. Opravovala více než 300 chyb a obsahovala několik změn, jako například větší podporu lokalizace a aktualizované aplikace. Dne 7. srpna 2013 se na oficiálních stránkách objevilo odpočítávání do 10. srpna 2013. Druhá stabilní verze Luny byla vydána ve stejný den, spolu s kompletní opravou a redesignem oficiální elementary OS webové stránky.
Jméno třetí stabilní verze elementary OS, Isis, bylo navrženo v srpnu 2013 vedoucím projektu Danielem Forém. Později bylo změněno na Freya, aby se zabránilo asociaci s teroristickou organizací ISIS. Je založen na Ubuntu verze 14.04, které bylo vydáno v dubnu 2014. První betaverze systému Freya byla vydána 11. srpna 2014.
| Název                   | Datum vydání       | Založeno na verzi Ubuntu |
| ----------------------- | ------------------ | ------------------------ |
| Jupiter                 | březen 2011        | 10.10                    |
| Luna                    | 10. srpna 2013     | 12.04 LTS                |
| Freya (první betaverze) | 11. srpna 2014     | 14.04 LTS                |
| Loki                    | 9. září 2016       | 16.04 LTS                |
| Juno                    | 16. října 2018     | 18.04 LTS                |
| Hera                    | 3. prosince 2019   | 18.04 LTS                |
| Odin                    | 10. srpna 2021     | 20.04 LTS                |
| Jólnir                  | 20. prosince 2021  | 20.04 LTS                |
| Horus                   | 31. ledna 2023     | 22.04 LTS                |
| Circe                   | 26. listopadu 2024 | 24.04 LTS                |

## Softwarové komponenty
- Pantheon Greeter: Správce relací založený na LightDM
- Wingpanel: Hlavní panel, podobný hlavnímu panelu GNOME Shell
- Slingshot: Spouštěč aplikací nacházející se ve WingPanelu
- Pantheon dock: Hlavní panel
- Switchboard: Nastavení aplikací, neboli ovládací panel
- Midori: webový prohlížeč založený na WebKitGTK+
- Geary: Emailový klient napsaný v jazyce Vala
- Calendar (neboli Maya): Desktopový kalendář
- Music (neboli Noise): Hudební přehrávač
- Code (dříve Scratch)[17]: Jednoduchý textový editor, podobný geditu nebo Notepadu
- Pantheon Terminal: Emulátor terminálu
- Pantheon Files: Správce souborů